# 乱藤四郎
乱藤四郎（みだれとうしろう）は、鎌倉時代に作られたとされる日本刀（短刀）である。日本美術刀剣保存協会が定める重要刀剣に登録されており、2017年時点では個人収蔵。

## 概要
鎌倉時代の刀工・粟田口則国あるいは国吉の子とされる藤四郎吉光により作られた刀である。藤四郎吉光は、山城国粟田口派の刀工のうち最も著名であり、特に短刀や剣の作刀では名手と知られていた。吉光作の刀は一般的には刃文が直線的な直刃であるにもかかわらず、本作に限って刃文が乱れているため「乱藤四郎」との名前が付いた。
かつては室町幕府の管領である細川勝元が所有しており、「細川殿の乱藤四郎」と呼ばれていた。後に細川家より足利将軍家に献上されていた。1569年（永禄12年）10月、室町15代将軍足利義昭が本圀寺で三好氏の軍勢に囲まれた際、近江国朽木（現・滋賀県高島市）の領主であった朽木元綱が駆け付けて義昭を危難から救った。この出来事により義昭は元綱を激賞し、乱藤四郎が贈られたとされる。
その後の伝来については明らかではないが、徳川8代将軍吉宗が本阿弥家に命じて編纂させた名刀の目録である『享保名物帳』に本作が記載された際には、武蔵国忍藩の藩主である阿部正喬の所有と記されているが、1932年（昭和7年）頃に、同じく阿部家収蔵であり国宝に指定されている当麻国行とともに阿部家を離れる。その後、本阿弥光遜の『刀談片々』によれば、石灯籠切虎徹や熊野三所権現長光と共に細川利文子爵が所有している。その後現代に至るまでの来歴は明らかではないが、2017年時点では日本刀研究家の澤口希能が所有しており、大阪府茨木市にある日本刀剣博物技術研究財団が保存に関与している。

## 作風

### 刀身
刀身は7寸4分5厘（約22.6センチメートル）、平造りであり、刃文は互の目（ぐのめ、丸い碁石が連続したように規則的な丸みを帯びた刃文）乱れで、鍛えは小杢目（もくめ、木材の木目のような文様）肌詰まり、地沸（じにえ、平地の部分に鋼の粒子が銀砂をまいたように細かくきらきらと輝いて見えるもの）つく。茎（なかご、柄に収まる手に持つ部分）には、「吉光」と二字銘が刻まれている。

## 偽物・乱藤四郎について
2017年（平成29年）7月20日にヤフーオークションにおいて「名物・乱藤四郎」と謳った短刀が出品されていた。当初の設定金額は1万円であったが、7月25日時点で120件以上の入札が繰り返され、入札価格は300万円を突破していた。しかし、出品されていた「名物・乱藤四郎」は偽物であり、所有者の澤口宛てに問い合わせが来たことにより事態が発覚した。その後、日本刀剣博物技術研究財団によって「当方は一切関与しておりません」と告知が出され、出品者が取り下げをしたことにより事態が沈静化した。
本物と偽物の主な相違点として、刀に刻まれた「吉光」の銘の、『吉』の6画目が異なる点や、ハバキが本物であれば金無垢の埋忠二重ハバキであるにもかかわらず、偽物は一重ハバキであった。付属している昭和50年発行の重要刀剣指定書についても、指定書内の番号が別の刀の指定番号となっており、昭和50年時点の日本美術刀剣保存協会の会長は本間順治にも関わらず細川護立と記載されているなど不自然な点が多かった。
その後、日本刀剣博物技術研究財団はどういう訳か偽物・乱藤四郎を入手し、石川県河北郡津幡町にある倶利迦羅不動寺にて開催された展示会「見どころ学べる！目で観る刀の教科書展」において、2018年（平成30年）10月30日から7日間限定で本物と偽物が並んで展示された。